# Nyssodrysternum schmithi
Nyssodrysternum schmithi es una especie de escarabajo longicornio del género Nyssodrysternum, tribu Acanthocinini, subfamilia Lamiinae. Fue descrita científicamente por Melzer en 1931.

## Descripción
Mide 6-9 milímetros de longitud.

## Distribución
Se distribuye por Brasil.